# Tadeusz Wędrowski

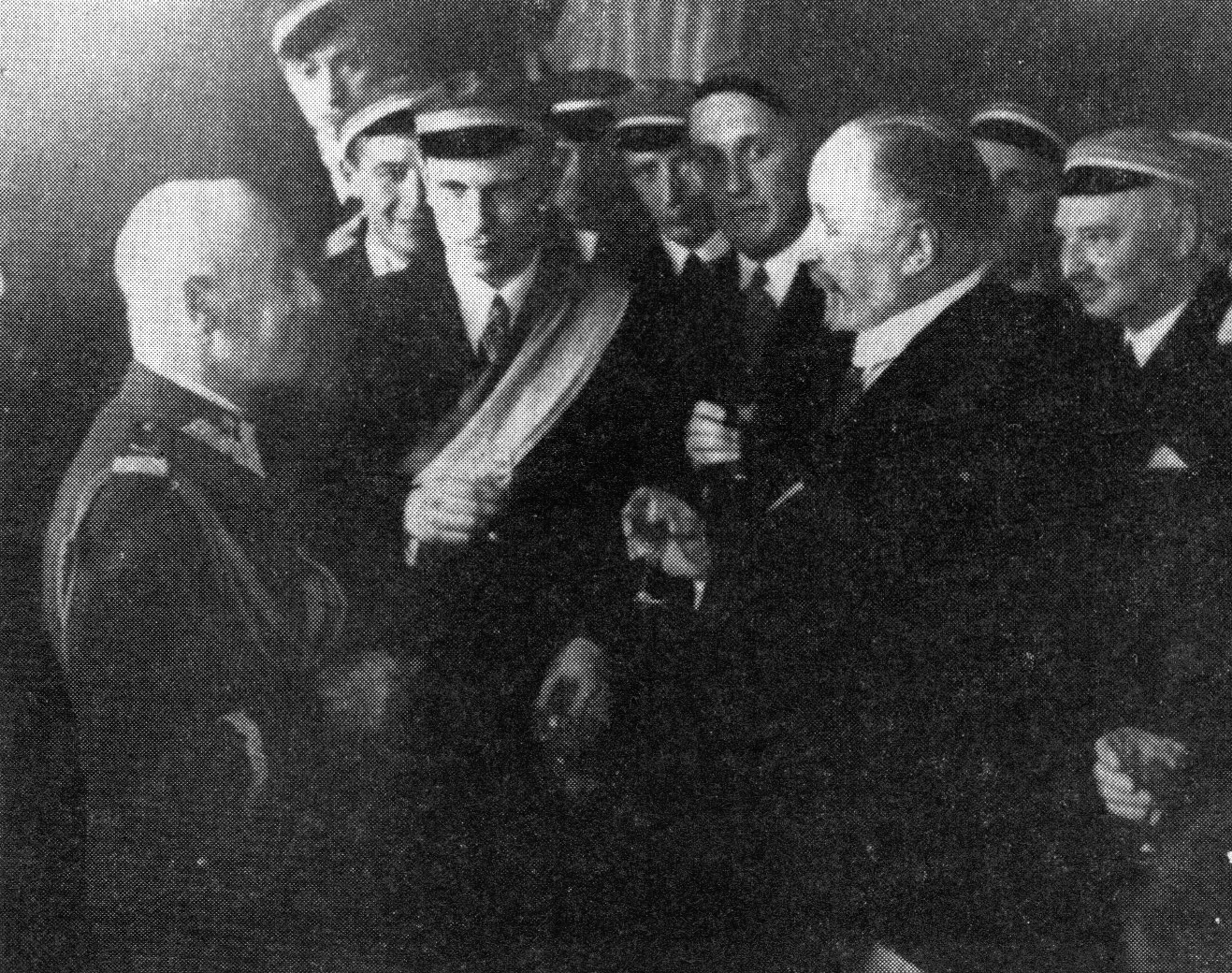
Marszałek Edward Śmigły-Rydz na kwaterze korporacji akademickiej Konwent Polonia w Wilnie w 1937 roku

 Tadeusz Wędrowski (ur. 22 kwietnia 1898 w Warszawie, zm. 16–19 kwietnia 1940 w Katyniu) – porucznik broni pancernych rezerwy Wojska Polskiego, inżynier budownictwa, budowniczy kompleksu Torów Wyścigów Konnych na Służewcu, ofiara zbrodni katyńskiej.

## Życiorys
Syn Wacława, przedsiębiorcy budowlanego, budowniczego kościołów i Marianny z Nowakowskich, siostry ks. prałata dr Marcelego Nowakowskiego, proboszcza parafii Najświętszego Zbawiciela w Warszawie. Uczył się w Gimnazjum im. Jana Zamoyskiego, już w czasie nauki szkolnej był aktywnym członkiem Organizacji Młodzieży Narodowej i harcerzem. Po ukończeniu gimnazjum w 1918 roku wstąpił na Politechnikę Warszawską. Zaraz jednak zaciągnął się ochotniczo do Wojska Polskiego, gdzie w latach 1918–1920 walczył w 5 Pułku Ułanów Zasławskich pod dowództwem gen. Stanisława Sochaczewskiego. 8 stycznia 1924 został zatwierdzony w stopniu podporucznika ze starszeństwem z 1 czerwca 1919 i 178. lokatą w korpusie oficerów rezerwy kawalerii. Posiadał wówczas przydział w rezerwie do 5 puł w Ostrołęce. W 1931 ukończył kurs samochodowy w Centrum Wyszkolenia Broni Pancernych w Modlinie. Później, w tym samym stopniu i starszeństwie, został przeniesiony do korpusu oficerów rezerwy samochodowych.
W latach 1921–1927 studiował na Politechnice Warszawskiej, uzyskując dyplom inżyniera budownictwa lądowego. W trakcie studiów został przyjęty do korporacji akademickiej Arkonia. Pełnił obowiązki jej prezesa (1927) oraz sprawował odpowiedzialną funkcję oldermana.
Po studiach pracował kilka lat w przedsiębiorstwie ojca, do czasu likwidacji firmy z powodu kryzysu gospodarczego. W latach 30. pracował jako kierownik nadzoru robót Okręgu Korpusu I w Warszawie. Był budowniczym Torów Wyścigów Konnych na Służewcu, otwartych wiosną 1939 r. – zajmował się m.in. budową trybun.
Tadeusz Wędrowski należał do ludzi niezwykle aktywnych społecznie. Jego powiązania z wojskiem powodowały, że żywo interesował się obronnością Kraju i należał do propagatorów tego zagadnienia. Jeszcze w czasach studenckich zainicjował wśród swoich kolegów z Arkonii kurs przysposobienia wojskowego. Był jednym z aktywniejszych członków Związku Filistrów Arkonii.
Należał do głównych inicjatorów głośnego komerszu zewnętrznego Arkonii z udziałem marszałka Rydza-Śmigłego w maju 1937 roku. Impreza ta szeroko komentowana, miała ogólnopaństwowe znaczenie. Zaowocowała m.in. reaktywowaniem Legii Akademickiej
W 1934, jako oficer rezerwy posiadał przydział do Kadry 8 Dywizjonu Samochodowego w Bydgoszczy. Na stopień porucznika został mianowany ze starszeństwem z 19 marca 1939 i 4. lokatą w korpusie oficerów rezerwy broni pancernych. W tym czasie pozostawał w ewidencji Komendy Rejonu Uzupełnień Warszawa Miasto III. Posiadał przydział do Oficerskiej Kadry Okręgowej Nr I.
Nie objęty mobilizacją w sierpniu 1939 r. zgłosił się jako ochotnik. Walczył w broni pancernej i został pod Lwowem wzięty do niewoli przez Armię Czerwoną. Przebywał w obozie w Kozielsku. Między 16 a 19 kwietnia 1940 został zamordowany przez NKWD w Katyniu. Symboliczny grób znajduje się na cmentarzu Powązkowskim (kwatera 212-1-7).
5 października 2007 minister obrony narodowej Aleksander Szczygło mianował go pośmiertnie na stopień kapitana. Awans został ogłoszony 9 listopada 2007, w Warszawie, w trakcie uroczystości „Katyń Pamiętamy – Uczcijmy Pamięć Bohaterów”.
Tadeusz Wędrowski był żonaty. Miał synów Jerzego i Michała.

## Ordery i odznaczenia
- Krzyż Walecznych[1]
- Srebrny Krzyż Zasługi (19 marca 1937)[9]